# 宮城工業高等専門学校
宮城工業高等専門学校（みやぎこうぎょうこうとうせんもんがっこう、英語: Miyagi National College of Technology, MNCT）は、かつて宮城県名取市にあった国立高等専門学校。
略称は宮城高専、名取高専。

## 概要
1963年（昭和38年）、宮城県名取市愛島塩手字野田山
に開校。
2009年（平成21年）10月1日に仙台電波工業高等専門学校と合併し、仙台高等専門学校名取キャンパスとなった。本科5学科、専攻科2専攻を擁していた。
1994年の情報デザイン棟竣工にはじまり、1990年代末頃より順次、専攻科棟、事務棟、低学年棟、高学年棟などの新築と、機械・材料, 電気・建築の各専門棟の改修を行なった。また2002年、東北地区の大学および全国の高専専攻科に先駆けてJABEE認定を受けた。
校訓
友愛/ Friendship
協調/ Cooperation
自治/ Autonomy
教育目標
- 創造力のある技術者の養成

/ Engineers who are creative
- 技術をもって人類社会に貢献できる技術者の養成

/ Engineers who are able to put technology at the service of human society
- 技術を職とすることに誇りをもてる技術者の養成

/ Engineers who are proud to make careers in technology
- 真摯で公正な技術者の養成

/ Engineers who are earnest and fair
- 自らに厳しく、しかも人間性豊かな技術者の養成

/ Engineers who are severe with themselves and humane to others
校歌
作詞は鈴木廉三九、作曲は古関裕而。3番まであり、各番の最後に校名の「宮城高専」が登場する。

## 設置学科

### 準学士課程（本科）
定員は1学年各40名であるが、近年の入学試験では42名程度の合格者を出すことがある。
男女比は学科によって著しく異なり、その年にもよるが機械工学科や電気工学科には女性が在籍していないか1～2人程度である。それに対して建築学科はおよそ1/3、材料工学科は1/4程度、情報デザイン学科は約1/2が女性である。総じて、学校全体では、工業系の学校としては比較的女性の割合いが高い。
なお、1年次及び2年次は混合学級となっており、3年次以上では学科毎のクラス編成となっている。
また学科と学年は学科の略称+学年で表記されており、 たとえば「M4」は機械工学科4年を表している。

### 機械工学科
英語名称 Department of Mechanical Engineeringから、M科と略称される。
機械力学、材料力学、熱力学、流体力学といった基礎から設計製図、工作実習といった実技まで幅広く学ぶことができる。

### 電気工学科
英語名称Department of Electronical Engineeringから、E科と略称される。
基礎電気、回路、電磁気といった基礎から制御、通信、電子材料まで幅広く学ぶことができる。
一人あたりの求人数は5学科の中で最も多く、また企業からの評価も高い。

### 建築学科
英語名称Department of Architectureから、A科と略称される。
東北にひとつだけの学科であり、入試倍率が高く人気のある学科。環境工学などの理論から設計製図などの実習まで、高い専門性を持った学科である。

### 材料工学科
英語名称Department of Materials Science and Engineering。略称はSubstanceからS科。これはMでは機械工学とかぶるためである。そのためZairyoのZが採用されかけた（ちなみに旧金属工学科ではKinzokuのKであった）が、S科に落ち着くこととなった。
材料工学の基礎を理解する必要性から、機械工学基礎（材料力学、工作実習、機械製図）及び電気工学基礎（基礎電気、回路）を学び、その上で材料工学（金属、半導体）を学ぶ形となっており、様々な分野を幅広く学ぶことができる。
前身が金属工学科であることもあって特に金属材料に強かったが、応用物理や化学工学等の様々なバックグラウンドを持つ教員が揃い、金属のみではない「材料工学科」としての態勢が整いつつある。

### 情報デザイン学科
英語名称Department of Design and Computer Applicationsから、D科と略称される。
情報処理や画像処理、メディア情報処理やプロダクトデザイン、人間工学や認知心理まで、幅広い分野の学問を扱う。分野が多岐にわたる。
情報デザイン学という分野は国立の学校機関では全国初であり、非常に珍しい学科である。

### 専攻科課程（専攻科）
高専専攻科は高専準学士課程修了後にさらに深く専門知識を学び、研究を指導することを目的に設置されている課程である。
教育期間は2年で大学卒業と同一の修業年限であるが、高専は学位を授与する権限を持たないため、修了のみでは学士の学位は授与されない。
宮城高専専攻科は、大学評価・学位授与機構の認定専攻科であり、修了生は専攻科における学修成果を機構に提出・申請し審査を受けることで学士の学位が授与される。
また、宮城高専準学士課程及び専攻科はJABEEの認定を受けているため、修了生は修習技術者の国家資格を得ることができる。

### 生産システム工学専攻
主に機械工学科・電気工学科・材料工学科の卒業生を対象とし、各学問のより高度な学習・研究はもちろん、横断的な内容も取扱う。

### 建築・情報デザイン学専攻
主に建築学科および情報デザイン学科の卒業生を対象としている。

## 沿革
- 1963年（昭和38年）：国立高専2期校として創立（機械工学科、電気工学科、建築学科）。
- 1968年（昭和43年）：金属工学科を設置。
- 1986年（昭和61年）：金属工学科を材料工学科へ改組。
- 1993年（平成5年）：情報デザイン学科を設置。
- 1998年（平成10年）：専攻科設置（生産システム工学専攻、建築・情報デザイン学専攻）。
- 2009年（平成21年）10月1日：仙台電波工業高等専門学校と合併し、仙台高等専門学校名取キャンパスとなる。

## 施設
- 図書館：蔵書数約8万冊。
- 電子計算機室
- 実習工場：卒研やロボコン等の支援。機械工作の実習も行なわれる。2007年（平成19年）に改装した。
- 体育館（第1, 第2）, 練武道場, 弓道場, プール
- 地域共同テクノセンター：産学連携の推進
- 福利厚生施設（学生食堂、売店、保健室）
  - 学生相談室・カウンセリングルーム
  - 校内にて2007年（平成19年）度より、大学生活協同組合によってみやぎインカレコープ宮城高専店が営業を開始した。
- 合宿研修施設（ギターバンド部の部室でもある）
- 学生寮：棟は全部で5棟あり、女子寮も設けられている。

## 学生生活

### 学校行事など
- 高専祭
  - いわゆる文化祭。各学科の専門分野に関する展示、文化部や有志による出展等。毎年10月下旬に行なわれている。
- 高専体育大会
  - 東北地区大会および全国大会がある。
- 三高専定期戦
  - 近隣の一関高専および仙台電波高専との運動部定期戦。
- 校内スポーツ大会
  - 毎年5月に行われるので「皐月賞」と呼ばれる。各学科対抗であり、サッカー・バスケットボール・バレーボール・卓球の四種目と、二人三脚・部活動単位で参加できるリレーがある。学科別成績は電気工学科、建築学科が良い成績を残している。
  - 学生中心での運営となっており、日頃接触が少ない新入生と上級生同士の交流の場ともなっている。

- 吹奏楽の定期演奏会
  - 毎年1月または12月（2006年度から）に行われる。最近のステージ構成は、1stステージはクラシックやオリジナルの曲が中心となったもの、2ndステージは現役学生のみでの演出編曲演奏、3rdステージはPOPSなど学生バンドらしいステージになっている他、OBとの合同演奏も行われる。特に近年の2ndステージは、学生がこだわりが良く出ていて人気が高くなってきている。
  - 仙台高専への高度化再編されたため、第34回定期演奏会で宮城高専吹奏楽部としての定期演奏会は最後となった。

### 入学や進学・就職
入学については出身地などの制限は存在せず、宮城県の公立高校で実施されている学区制による制限を受けない。
選抜方法は推薦と学力試験の二種類である。合格者は宮城県内の公立高校の学力試験日に面接に参加することが求められ、参加しない場合は合格が取り消される。
近年の入学時偏差値レベルは、宮城県の高校入試模試等によると、宮城県内では比較的高い位置にある。
また、工業高校や普通科高校からの4年次編入学も可能である。
卒業後の進路については年々進学率が上がっており、2000年以降は準学士課程（本科）卒業生の約5～6割が進学、国立大学の割合いが高い。なお, 進学先については、高専（工業高専）であるが多様化しており、各学科から同系学科だけではなく、異学部・学科、あるいはいわゆる文系学部・学科への進学者もいる。
一方、就職希望者の内定率は、近年でも非常に高い。

### 制服
1998年まで学生生活のしおりなどに標準服の記述があったが、当時から私服での通学が認められており死文化していたことから、1999年以降記述が削除されている。

### 通学
宮城高専の所在地は、JR東日本名取駅（西口）から徒歩で約20分の野田山（のだやま）丘陵（愛島丘陵の一部）の上にある。交通アクセスはJR名取駅からバスに乗り換えることによって到達できるが、JR線とバスの接続が悪いためアクセスは良いとはいえない。そのため、JR名取駅からは、多くの学生は自転車、もしくは徒歩で通学している。

## 著名な出身者
- 石塚忠 - 日揮ホールディングス代表取締役社長（2017年6月 - ）高専出身の大企業トップは異例[1][2][3]
- 黒瀬寛幸 - エレクトリックベース奏者
- 坂元誉梨 - グラビアアイドル
- 西川魯介 - 漫画家
- 山本健太郎 - 建築家、元テレデザインメンバー

## 対外関係

### 他大学との協定
- 学都仙台コンソーシアム